# 405207 Konstanz
405207 Konstanz è un asteroide della fascia principale. Scoperto nel 2003, presenta un'orbita caratterizzata da un semiasse maggiore pari a 3,0652942 UA e da un'eccentricità di 0,3510578, inclinata di 24,42571° rispetto all'eclittica.
L'asteroide è dedicato alla città tedesca di Costanza. 